# Miguel González (basket-ball)
Pour les articles homonymes, voir Miguel González (homonymie) et González.
Miguel González, né le 24 septembre 1938, à Valence, en Espagne, est un ancien joueur espagnol de basket-ball. Il évolue au poste d'ailier.

## Palmarès
- Finaliste des Jeux méditerranéens de 1963
- Coupe des clubs champions 1965